# Il mistero dei fenicotteri rosa
Il mistero dei fenicotteri rosa (The Crimson Wing: Mystery of the Flamingos) è un documentario naturalistico del 2008 che esplora per la prima volta il grande raduno di fenicotteri minori che avviene ogni anno in Tanzania sul lago Natron e lungo i laghi salati della Rift Valley africana, realizzato per la nuova etichetta cinematografica Disneynature con il sostegno del WWF.

## Trama
Ambientato in una terra ancora incontaminata, tratta la storia di uno degli uccelli dai tratti più affascinanti e misteriosi: il fenicottero minore (e, in minor misura, il fenicottero maggiore). Vengono seguiti da vicino la nascita dei pulcini, la loro crescita, le prime prove tecniche di volo, i rituali di corteggiamento, le lotte tra maschi, le migrazioni e molti altri momenti salienti della vita e sopravvivenza di un'intera popolazione di fenicotteri che nidificano sulle sponde del Lago Natron, situato nella Tanzania settentrionale in una landa sperduta e desolata, unico luogo di riproduzione rilevante per questa specie che rischia l'estinzione a causa delle attività umane.

## Produzione
Il documentario è stato prodotto da Natural Light Films e Kudos Pictures per Disneynature. Le riprese sono durate oltre un anno. 
La colonna sonora, realizzata appositamente per la pellicola da The Cinematic Orchestra in collaborazione con la London Metropolitan Orchestra, ha riscosso un grande successo e ha ricevuto numerose nomination, vincendo un primo premio nella categoria Best of Festival come Best Music Score al Jackson Hole Wildlife Film Festival (USA) del 2009.

## Distribuzione
È uscito in anteprima mondiale in Francia al CinémaScience Festival di Bordeaux il 26 ottobre 2008 ed è stato trasmesso per la prima volta in Italia su Sky il 3 aprile 2010. Il documentario concilia l'aspetto scientifico e poetico della natura, utilizzando immagini e suoni ad alta definizione.
Il film, trasmesso in anteprima nazionale su Sky Cinema 1 e 1 HD il 3 aprile 2010, è arrivato in Italia in home video il 21 aprile 2010: “Il mistero dei fenicotteri rosa” è stato inizialmente commercializzato in DVD in un cofanetto assieme a “Sacred Planet”, anch'esso un documentario distribuito dalla Walt Disney Studios Home Entertainment, e in Blu-Ray Disc in un cofanetto intitolato “Earth - La nostra Terra + Il mistero dei fenicotteri rosa”. Successivamente è stata rilasciata anche l’edizione singola in DVD, Blu-Ray e Video on Demand sulle principali piattaforme di streaming.